# Miamis Grand Prix 2024
Miamis Grand Prix 2024 (officielt navn: Formula 1 Crypto.com Miami Grand Prix 2024) var et Formel 1-løb, som blev kørt den 5. maj 2024 på Miami International Autodrome i Miami Gardens, Florida, USA. Det var det sjette løb i Formel 1-sæsonen 2024, og det andet løb i sæsonen til at blive kørt med sprint race-formatet.
Ræset blev vundet af Lando Norris som hermed vandt det første ræs i sin Formel 1-karriere. Det var også McLarens første sejr siden Daniel Ricciardo vandt Italiens Grand Prix 2021 med holdet.

## Sprintkvalifikation
| Pos.               | Nr. | Kører            | Konstruktør                  | Del 1    | Del 2     | Del 3    | Grid |
| ------------------ | --- | ---------------- | ---------------------------- | -------- | --------- | -------- | ---- |
| 1                  | 1   | Max Verstappen   | Red Bull Racing-Honda RBPT   | 1.28,194 | 1.28,001  | 1.27,641 | 1    |
| 2                  | 16  | Charles Leclerc  | Ferrari                      | 1.28,537 | 1.27,977  | 1.27,749 | 2    |
| 3                  | 11  | Sergio Pérez     | Red Bull Racing-Honda RBPT   | 1.28,681 | 1.27,865  | 1.27,876 | 3    |
| 4                  | 3   | Daniel Ricciardo | RB-Honda RBPT                | 1.28,700 | 1.28,122  | 1.28,044 | 4    |
| 5                  | 55  | Carlos Sainz Jr. | Ferrari                      | 1.28,435 | 1.28,262  | 1.28,103 | 5    |
| 6                  | 81  | Oscar Piastri    | McLaren-Mercedes             | 1.28,056 | 1.28,163  | 1.28,161 | 6    |
| 7                  | 18  | Lance Stroll     | Aston Martin Aramco-Mercedes | 1.28,807 | 1.28,323  | 1.28,375 | 7    |
| 8                  | 14  | Fernando Alonso  | Aston Martin Aramco-Mercedes | 1.28,192 | 1.28,189  | 1.28,419 | 8    |
| 9                  | 4   | Lando Norris     | McLaren-Mercedes             | 1.27,939 | 1.27,597  | 1.28,472 | 9    |
| 10                 | 27  | Nico Hülkenberg  | Haas-Ferrari                 | 1.29,040 | 1.28,330  | 1.28,476 | 10   |
| 11                 | 63  | George Russell   | Mercedes                     | 1.28,387 | 1.28,343  | N/A      | 11   |
| 12                 | 44  | Lewis Hamilton   | Mercedes                     | 1.28,736 | 1.28,371  | N/A      | 12   |
| 13                 | 31  | Esteban Ocon     | Alpine-Renault               | 1.28,873 | 1.28,379  | N/A      | 13   |
| 14                 | 20  | Kevin Magnussen  | Haas-Ferrari                 | 1.28,377 | 1.28,614  | N/A      | 14   |
| 15                 | 22  | Yuki Tsunoda     | RB-Honda RBPT                | 1.28,687 | Ingen tid | N/A      | 15   |
| 16                 | 10  | Pierre Gasly     | Alpine-Renault               | 1.29,185 | N/A       | N/A      | 16   |
| 17                 | 24  | Zhou Guanyu      | Kick Sauber-Ferrari          | 1.29,267 | N/A       | N/A      | 17   |
| 18                 | 77  | Valtteri Bottas  | Kick Sauber-Ferrari          | 1.29,360 | N/A       | N/A      | 191  |
| 19                 | 2   | Logan Sargeant   | Williams-Mercedes            | 1.29,551 | N/A       | N/A      | 18   |
| 20                 | 23  | Alexander Albon  | Williams-Mercedes            | 1.29,858 | N/A       | N/A      | PL2  |
| 107%-tid: 1.34,094 |     |                  |                              |          |           |          |      |
| Kilde:             |     |                  |                              |          |           |          |      |

Noter:
↑1 - Valtteri Bottas blev givet en 3-plads straf for at køre i vejen for Oscar Piastri under del 1.
↑2 - Alexander Albon måtte starte fra pit lane efter at have lavet ændringer på sin bil under parc fermé.

## Sprint
| Pos.                                                              | Nr. | Kører            | Konstruktør                  | Omgange | Tid/Udgået | Startpos. | Point |
| ----------------------------------------------------------------- | --- | ---------------- | ---------------------------- | ------- | ---------- | --------- | ----- |
| 1                                                                 | 1   | Max Verstappen   | Red Bull Racing-Honda RBPT   | 19      | 31.31,383  | 1         | 8     |
| 2                                                                 | 16  | Charles Leclerc  | Ferrari                      | 19      | +3,371     | 2         | 7     |
| 3                                                                 | 11  | Sergio Pérez     | Red Bull Racing-Honda RBPT   | 19      | +5,095     | 3         | 6     |
| 4                                                                 | 3   | Daniel Ricciardo | RB-Honda RBPT                | 19      | +14,971    | 4         | 5     |
| 5                                                                 | 55  | Carlos Sainz Jr. | Ferrari                      | 19      | +15,222    | 5         | 4     |
| 6                                                                 | 81  | Oscar Piastri    | McLaren-Mercedes             | 19      | +15,750    | 6         | 3     |
| 7                                                                 | 27  | Nico Hülkenberg  | Haas-Ferrari                 | 19      | +22,054    | 10        | 2     |
| 8                                                                 | 22  | Yuki Tsunoda     | RB-Honda RBPT                | 19      | +29,816    | 15        | 1     |
| 9                                                                 | 10  | Pierre Gasly     | Alpine-Renault               | 19      | +31,880    | 16        |       |
| 10                                                                | 2   | Logan Sargeant   | Williams-Mercedes            | 19      | +34,355    | 18        |       |
| 11                                                                | 24  | Zhou Guanyu      | Kick Sauber-Ferrari          | 19      | +35,078    | 17        |       |
| 12                                                                | 63  | George Russell   | Mercedes                     | 19      | +35,755    | 11        |       |
| 13                                                                | 23  | Alexander Albon  | Williams-Mercedes            | 19      | +36,086    | PL        |       |
| 14                                                                | 77  | Valtteri Bottas  | Kick Sauber-Ferrari          | 19      | +36,892    | 19        |       |
| 15                                                                | 31  | Esteban Ocon     | Alpine-Renault               | 19      | +37,740    | 13        |       |
| 16                                                                | 44  | Lewis Hamilton   | Mercedes                     | 19      | +49,3471   | 12        |       |
| 17                                                                | 14  | Fernando Alonso  | Aston Martin Aramco-Mercedes | 19      | +59,409    | 8         |       |
| 18                                                                | 20  | Kevin Magnussen  | Haas-Ferrari                 | 19      | +1.06,3032 | 14        |       |
| Ret                                                               | 18  | Lance Stroll     | Aston Martin Aramco-Mercedes | 1       | Sammenstød | 7         |       |
| Ret                                                               | 4   | Lando Norris     | McLaren-Mercedes             | 0       | Sammenstød | 9         |       |
| Hurtigste omgang: Max Verstappen (Red Bull) - 1.30,415 (omgang 4) |     |                  |                              |         |            |           |       |
| Kilde:                                                            |     |                  |                              |         |            |           |       |

Noter:
↑1 - Lewis Hamilton blev givet en 20-sekunders straf for at køre for hurtigt i pit lane. Hans slutposition gik som resultat fra 8. til 16. pladsen.
↑2 - Kevin Magnussen blev givet tre 10-sekunders straffer for at forlade banen og hermed få en fordel og en 5-sekunders straf for at forlade banen. Hans slutposition gik som resultat fra 10. til 18. pladsen.

## Ræskvalifikation
| Pos.               | Nr. | Kører            | Konstruktør                  | Del 1    | Del 2    | Del 3    | Grid |
| ------------------ | --- | ---------------- | ---------------------------- | -------- | -------- | -------- | ---- |
| 1                  | 1   | Max Verstappen   | Red Bull Racing-Honda RBPT   | 1.27,689 | 1.27,566 | 1.27,241 | 1    |
| 2                  | 16  | Charles Leclerc  | Ferrari                      | 1.28,081 | 1.27,533 | 1.27,382 | 2    |
| 3                  | 55  | Carlos Sainz Jr. | Ferrari                      | 1.27,937 | 1.27,941 | 1.27,455 | 3    |
| 4                  | 11  | Sergio Pérez     | Red Bull Racing-Honda RBPT   | 1.27,772 | 1.27,839 | 1.27,460 | 4    |
| 5                  | 4   | Lando Norris     | McLaren-Mercedes             | 1.27,913 | 1.27,871 | 1.27,594 | 5    |
| 6                  | 81  | Oscar Piastri    | McLaren-Mercedes             | 1.28,032 | 1.27,721 | 1.27,675 | 6    |
| 7                  | 63  | George Russell   | Mercedes                     | 1.28,159 | 1.28,095 | 1.28,067 | 7    |
| 8                  | 44  | Lewis Hamilton   | Mercedes                     | 1.28,167 | 1.27,697 | 1.28,107 | 8    |
| 9                  | 27  | Nico Hülkenberg  | Haas-Ferrari                 | 1.28,383 | 1.28,200 | 1.28,146 | 9    |
| 10                 | 22  | Yuki Tsunoda     | RB-Honda RBPT                | 1.28,324 | 1.28,167 | 1.28,192 | 10   |
| 11                 | 18  | Lance Stroll     | Aston Martin Aramco-Mercedes | 1.28,177 | 1.28,222 | N/A      | 11   |
| 12                 | 10  | Pierre Gasly     | Alpine-Renault               | 1.27,976 | 1.28,324 | N/A      | 12   |
| 13                 | 31  | Esteban Ocon     | Alpine-Renault               | 1.28,209 | 1.28,371 | N/A      | 13   |
| 14                 | 23  | Alexander Albon  | Williams-Mercedes            | 1.28,343 | 1.28,413 | N/A      | 14   |
| 15                 | 14  | Fernando Alonso  | Aston Martin Aramco-Mercedes | 1.28,453 | 1.28,427 | N/A      | 15   |
| 16                 | 77  | Valtteri Bottas  | Kick Sauber-Ferrari          | 1.28,463 | N/A      | N/A      | 16   |
| 17                 | 2   | Logan Sargeant   | Williams-Mercedes            | 1.28,487 | N/A      | N/A      | 17   |
| 18                 | 3   | Daniel Ricciardo | RB-Honda RBPT                | 1.28,617 | N/A      | N/A      | 201  |
| 19                 | 20  | Kevin Magnussen  | Haas-Ferrari                 | 1.28,619 | N/A      | N/A      | 18   |
| 20                 | 24  | Zhou Guanyu      | Kick Sauber-Ferrari          | 1.28,824 | N/A      | N/A      | 19   |
| 107%-tid: 1.33,827 |     |                  |                              |          |          |          |      |
| Kilde:             |     |                  |                              |          |          |          |      |

Noter:
↑1 - Daniel Ricciardo blev givet en 3-plads straf for at overhæle Nico Hülkenberg under safety car ved den forrige runde.

## Resultat
| Pos.                                                              | Nr. | Kører            | Konstruktør                  | Omgange | Tid/Udgået  | Startpos. | Point |
| ----------------------------------------------------------------- | --- | ---------------- | ---------------------------- | ------- | ----------- | --------- | ----- |
| 1                                                                 | 4   | Lando Norris     | McLaren-Mercedes             | 57      | 1:30.49,876 | 5         | 25    |
| 2                                                                 | 1   | Max Verstappen   | Red Bull Racing-Honda RBPT   | 57      | +7,612      | 1         | 18    |
| 3                                                                 | 16  | Charles Leclerc  | Ferrari                      | 57      | +9,920      | 2         | 15    |
| 4                                                                 | 11  | Sergio Pérez     | Red Bull Racing-Honda RBPT   | 57      | +14,650     | 4         | 12    |
| 5                                                                 | 55  | Carlos Sainz Jr. | Ferrari                      | 57      | +16,4072    | 3         | 10    |
| 6                                                                 | 44  | Lewis Hamilton   | Mercedes                     | 57      | +16,585     | 8         | 8     |
| 7                                                                 | 22  | Yuki Tsunoda     | RB-Honda RBPT                | 57      | +26,185     | 10        | 6     |
| 8                                                                 | 63  | George Russell   | Mercedes                     | 57      | +34,789     | 7         | 4     |
| 9                                                                 | 14  | Fernando Alonso  | Aston Martin Aramco-Mercedes | 57      | +37,107     | 15        | 2     |
| 10                                                                | 31  | Esteban Ocon     | Alpine-Renault               | 57      | +39,746     | 13        | 1     |
| 11                                                                | 27  | Nico Hülkenberg  | Haas-Ferrari                 | 57      | +40,789     | 9         |       |
| 12                                                                | 10  | Pierre Gasly     | Alpine-Renault               | 57      | +44,958     | 12        |       |
| 13                                                                | 81  | Oscar Piastri    | McLaren-Mercedes             | 57      | +49,756     | 6         |       |
| 14                                                                | 24  | Zhou Guanyu      | Kick Sauber-Ferrari          | 57      | +49,979     | 19        |       |
| 15                                                                | 3   | Daniel Ricciardo | RB-Honda RBPT                | 57      | +50,956     | 20        |       |
| 16                                                                | 77  | Valtteri Bottas  | Kick Sauber-Ferrari          | 57      | +52,356     | 16        |       |
| 17                                                                | 18  | Lance Stroll     | Aston Martin Aramco-Mercedes | 57      | +55,1733    | 11        |       |
| 18                                                                | 23  | Alexander Albon  | Williams-Mercedes            | 57      | +1.16,091   | 14        |       |
| 19                                                                | 20  | Kevin Magnussen  | Haas-Ferrari                 | 57      | +1:24.6834  | 18        |       |
| Ret                                                               | 2   | Logan Sargeant   | Williams-Mercedes            | 27      | Sammenstød  | 17        |       |
| Hurtigste omgang: Oscar Piastri (McLaren) - 1.30,643 (omgang 43)1 |     |                  |                              |         |             |           |       |
| Kilde:                                                            |     |                  |                              |         |             |           |       |

Noter:
↑1 - Oscar Piastri satte den hurtigste omgang, men blev ikke givet et ekstra point for det, da point for hurtigste omgang kun gives hvis køreren slutter i top 10 i ræset.
↑2 - Carlos Sainz Jr. blev givet en 5-sekunders straf for at være skyld i et sammenstød med Oscar Piastri. Hans slutposition gik som resultat fra 4. til 5. pladsen.
↑3 - Lance Stroll blev givet en 10-sekunders straf for at forlade banen og hermed få en fordel. Hans slutposition gik som resultat fra 13. til 17. pladsen.
↑4 - Kevin Magnussen blev givet en 10-sekunders straf for at være skyld i et sammenstød med Logan Sargeant og en 20-sekunders straf for at køre i pit lane uden at skifte dæk under safety car. Hans slutposition gik som resultat fra 18. til 19. pladsen.

## Stilling i mesterskaberne efter løbet
| Pos. | Kører            | Point |
| ---- | ---------------- | ----- |
| 1    | Max Verstappen   | 136   |
| 2    | Sergio Pérez     | 103   |
| 3    | Charles Leclerc  | 98    |
| 4    | Lando Norris     | 83    |
| 5    | Carlos Sainz Jr. | 83    |

| Pos. | Konstruktør           | Point |
| ---- | --------------------- | ----- |
| 1    | Red Bull-Honda RBPT   | 239   |
| 2    | Ferrari               | 187   |
| 3    | McLaren-Mercedes      | 124   |
| 4    | Mercedes              | 64    |
| 5    | Aston Martin-Mercedes | 42    |